# Crossidium succulentum
Crossidium succulentum är en bladmossart som beskrevs av Holzinger och Edwin Bunting Bartram 1923. Crossidium succulentum ingår i släktet Crossidium och familjen Pottiaceae. Inga underarter finns listade i Catalogue of Life.